# Christine Hügel
Christine Hügel (* 12. November 1950 in Offenburg) ist eine deutsche Juristin. Sie ist Honorarprofessorin an der Universität Konstanz. Von 2003 bis 2009 leitete sie die Generalstaatsanwaltschaft Karlsruhe und war damit die erste Generalstaatsanwältin Baden-Württembergs. Von Juli 2009 bis April 2015 war sie Präsidentin des Oberlandesgerichts Karlsruhe und damit die erste Frau in dieser Position.

## Karriere
Christine Hügel war nach ihrem Jurastudium in Freiburg ab Februar 1978 als Richterin und Staatsanwältin beim Amtsgericht Villingen-Schwenningen, der Staatsanwaltschaft und dem Landgericht Konstanz tätig. Nach einer Dozententätigkeit 1983 bis 1985 am Institut für Rechtstatsachenforschung an der Universität Konstanz und ihrer Promotion über Jugendstrafrecht kehrte sie zur Staatsanwaltschaft zurück.
1993 erfolgte ein weiterer Laufbahnwechsel. Die Juristin übernahm als Direktorin die Leitung des Amtsgerichts Radolfzell. Hier wurde mit ihrer Unterstützung das erste EDV-Programm zu einer umfassenden elektronischen Bearbeitung gerichtlicher Verfahrensabläufe entwickelt und erfolgreich getestet. 1996 wechselte sie an die Spitze des Amtsgerichts Überlingen.
Seit 2000 war sie Leitende Oberstaatsanwältin bei der Staatsanwaltschaft Konstanz, seit 2003 leitete sie als erste Generalstaatsanwältin die Generalstaatsanwaltschaft Karlsruhe. Damit war sie die erste Generalstaatsanwältin des Bundeslandes. Am 22. Juli 2009 wurde sie zur Präsidentin des Oberlandesgerichts Karlsruhe ernannt. Damit war sie die erste Frau an der Spitze eines Oberlandesgerichts in Baden-Württemberg.
Christine Hügel trat Ende April 2015 in den Ruhestand.

## Auszeichnungen und Ehrungen
2010 verlieh der Fachbereich Rechtswissenschaft der Universität Konstanz ihr als erster Frau eine Honorarprofessur. Davor hatte sie sich dort seit einigen Jahren mit der Vorlesung Strafprozessrecht aus Sicht der Staatsanwaltschaft dort engagiert.

## Rechtsstreitigkeiten
2012 ermahnte sie einen am Oberlandesgericht tätigen Richter, da dessen Fallerledigungszahlen teilweise nur 68 % des Durchschnitts am OLG Karlsruhe betrügen. Der Jurist ging gegen diese Maßnahme vor den Richterdienstgerichten vor, da er sie als Aufforderung sah, weniger gründlich zu arbeiten. Seine Klage war in zwei Instanzen erfolglos, vor dem Bundesgerichtshof erreichte er jedoch 2017 eine Aufhebung des Vorurteils und Zurückverweisung zur erneuten Prüfung durch die Vorinstanz. Eine Anzeige gegen Hügel wegen des Verdachts der versuchten Nötigung blieb erfolglos. In einem zweiten Verfahren urteilte der Bundesgerichtshof dann aber im Mai 2020, die Maßnahme von Christine Hügel sei rechtmäßig gewesen. Im August 2020 legte der Richter Verfassungsbeschwerde gegen dieses Urteil ein. Die Verfassungsbeschwerde wurde im November 2021 nicht zur Entscheidung angenommen, da ihre Begründung den behaupteten Eingriff in die verfassungsrechtlich geschützte richterliche Unabhängigkeit nicht hinreichend substantiiert darstelle.
Im Jahr 2014 riet Christine Hügel einem Richter ihres Gerichts zunächst, er solle seine Bewerbung auf ein Beförderungsamt zurückzuziehen, da schon ein anderer Bewerber vorgesehen sei. Erst als dieser an der Bewerbung festhielt, erstellte sie ihm die dafür erforderliche dienstliche Beurteilung. Diese fiel zwar überdurchschnittlich gut aus, aber nicht so gut wie erwartet und für den Erfolg der Bewerbung notwendig. Das Verwaltungsgericht Karlsruhe hob 2016 diese Beurteilung wegen Besorgnis der Befangenheit auf. 2014 ging erneut eine Richterin gegen eine Beurteilung vor. Christine Hügel hatte die zur Erprobung an ihr Gericht abgeordnete Richterin dienstlich beurteilt. Das Verwaltungsgericht Karlsruhe befand, dass die Präsidentin die vorangegangenen Beurteilungsbeiträge des Senatsvorsitzenden selbst unzureichend überprüft habe, und hob 2017 auch diese Beurteilung auf.